# Joachim I (patriarcha Konstantynopola)
Joachim I, gr. Ιωακείμ Α΄ (zm. 1504) – ekumeniczny patriarcha Konstantynopola w latach 1498–1502 i na krótko w 1504.

## Życiorys
Jesienią 1498 został wybrany patriarchą Konstantynopola wsparty finansowo łapówką przez króla Gruzji Konstantyna II. Zastąpił wtedy Nefona II, mającego finansowe wsparcie władców Wołoszczyzny. Wiosną 1502 r. został obalony, gdy sułtan Bajazyd II dowiedział się o budowie kościoła bez sułtańskiego pozwolenia. Drugi patriarchat trwał od początku 1504 do jesieni tegoż roku. Wyjechał wtedy odwiedzić Mołdawię i Wołoszczyznę, aby pojednać się z tamtymi władcami. W trakcie pobytu w księstwach naddunajskich zmarł.